# Смолка, Станислав
Станислав Смолка (пол. Stanisław Smolka; 29 июня 1854, Львов — 27 августа 1924, Новошицы (Полесье) — польский историк, профессор, ректор Ягеллонского университета (1895—1896), Генеральный секретарь Польской Академии знаний в Кракове (1891—1902). Один из основателей Краковской исторической школы.

## Биография
Сын известного адвоката и политика Ф. Смолки. Слушал лекции во Львовском университете. Уже в 17 лет в «Еженедельнике Великопольском» напечатал несколько «Корреспонденций из Львова», посвященных культурной жизни.
В 1871 сдал экстерном экзамены для получения аттестата зрелости и осенью того же года отправился на учёбу в Геттингенский университет. В 1873 году получил степень доктора наук защитив диссертацию «Polnische Annalen bis zum Anfange des vierzehnten lahrhunderts».
В 1874 был приглашён для работы в исторической комиссии Академии знаний, совершил многомесячную научную поездку по архивам городов Познань, Гнезно, Торунь, Гданьск, Тшемешно, Кёнигсберг. После её завершения получил должность секретаря научного отдела в научно-исследовательского общества «Институт Оссолинских» во Львове с задачей организации издания исторических источников.
В 1876—1883 — профессор всеобщей истории Львовского университета, затем в 1883—1902 —
Ягеллонского университета, где в 1895—1896 исполнял функции ректора. В 1883 после смерти Юзефа Шуйского, возглавил кафедру истории Польши Ягеллонского университета.
В 1886 году организовал, так называемую, Римскую экспедицию, целью которой было возвращение польской исторической науке документов из архивов Ватикана и руководил ежегодными экспедициями до 1901 г. Их результатом стали, так называемые, Римские папки в количестве около 200 и с 1913 г. начата публикация издательской серии «Monumenta Poloniae Vaticana».
В 1899 году он был избран членом Московского археологического общества. В 1908—1919 годах — директор Национального архива городских и земских документов в Кракове, кроме того, с 1919 года был профессором Католического университета в Люблине.
С 1881 года — член Краковской Академии знаний, в 1891—1902 годах — генеральный секретарь.
Был председателем комитета Академии знаний по изданию «Источников по истории Польши росле разделов». В 1906 был в числе основателей во Львове государственного архива.
Похоронен на Раковицком кладбище в Кракове.

## Научная деятельность
Сфера научных интересов С. Смолки — начальные периоды истории Польши: Пястов и Ягеллонов, а также период Царства Польского. История Польши представлена им в более широкой перспективе на фоне мировой истории, в отличие от тенденций романтизма того времени — с большим количеством критических материалов. Его идеи и методы исследований оказали большое влияние на последователей и следующие поколения медиевистов.

## Избранные труды
- Henryk Brodaty. Ustęp z dziejów epoki piastowskiej (1872)
- Mieszko Stary i jego wiek (1881)
- Uwagi o pierwotnym ustroju społecznym Polski piastowskiej (1881)
- Szkice historyczne t. 1-2 (1882—1883) Warszawa
- Dzieje narodu polskiego t. 1-2 (1897).
- Poczet królów Polskich. Zbiór portretów historycznych (1893).
- Polityka Lubeckiego przed powstaniem listopadowym Tom 1 (1907) Tom 2 (1907)